# Червь Морриса

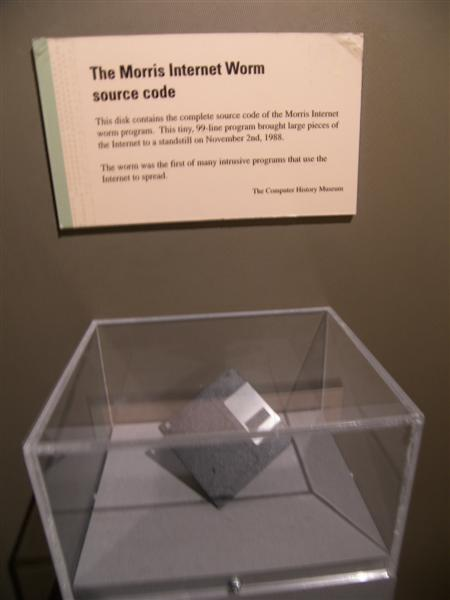
Дискета с исходным кодом червя Морриса, хранящаяся в Музее компьютерной истории

Червь Морриса (англ. Morris worm), или интернет-червь 2 ноября 1988 (англ. Internet worm of November 2, 1988) — один из первых сетевых червей, распространявшихся через Интернет. Написан аспирантом Корнельского университета Робертом Таппаном Моррисом и запущен 2 ноября 1988 года в Массачусетском технологическом институте.
Это был первый вирус, получивший значительное внимание в средствах массовой информации. Он также привёл к первой судимости в США по Computer Fraud and Abuse Act 1986 года.

## История появления
2 ноября 1988 года зафиксировано первое появление — начало «победоносного» шествия сетевого червя, парализовавшего работу шести тысяч интернет-узлов в США. Позднее в СМИ этот червь был наречён червём Морриса по имени его автора (аспиранта факультета вычислительной техники Корнеллского университета Роберта Т. Морриса). Хакеры же прозвали его «великим червём».
Эпидемия поразила около шести тысяч узлов ARPANET. В институт Беркли со всей страны были приглашены лучшие специалисты по компьютерной безопасности того времени для нейтрализации последствий вредоносного действия вируса. Анализ дизассемблированного кода программы не выявил ни логических бомб, ни каких-либо деструктивных функций.
На самом деле точное количество поражённых узлов неизвестно — число в 6000 было выведено эмпирически. Кто-то, предположив что общее количество узлов в интернет около 60 000, высказал мнение, что вирус поразил примерно 10 %, пишет Пол Грэм, говоря, что он присутствовал при создании этой «статистики». Также Клиффорд Столл предполагает, что реальное количество было «пара тысяч», и упоминает про это в своей книге «The Cuckoo’s Egg»:

Если бы все системы Арпанет работали «под юниксами» Беркли, вирус вывел бы из строя все пятьдесят тысяч. Вместо этого он заразил всего пару тысяч.
Оригинальный текст (англ.)If all the systems on the Arpanet ran Berkeley Unix, the virus would have disabled all fifty thousand of them. Instead, it infected only a couple thousand.

## Действие червя
Червь, вопреки расчётам создателя, буквально наводнил собой весь сетевой трафик ARPANET.
При сканировании компьютера червь определял, инфицирован ли уже компьютер или нет, и случайным образом выбирал, перезаписывать ли существующую копию, чтобы обезопаситься от уловки с поддельной копией, внесённой системными администраторами. С определённой периодичностью программа, так или иначе, перезаписывала свою копию. Слишком маленькое число, заданное Робертом для описания периодичности, и послужило причиной первой в мире эпидемии сетевого червя.
Незначительная логическая ошибка в исходном коде программы привела к разрушительным последствиям. Компьютеры многократно заражались червём, и каждый дополнительный экземпляр замедлял работу компьютера до состояния отказа от обслуживания, подчистую исчерпывая ресурсы компьютера.
Червь использовал давно известные уязвимости в почтовом сервере Sendmail, сервисах Finger, rsh/rexec с подбором паролей по словарю. Словарь был небольшой — всего лишь около 400 ключевых слов, но если учесть, что в конце 1980-x годов о компьютерной безопасности мало кто задумывался, и имя учётной записи (обычно реальное имя пользователя) часто совпадало с паролем, то этого было достаточно.
Червь также использовал маскировку, скрывая присутствие в компьютере: он удалял свой исполняемый файл, переименовывал свой процесс в sh и каждые три минуты ветвился.
По замыслу автора, червь должен был инфицировать только VAX-компьютеры с операционными системами 4BSD и SunOS 3. Однако портируемый Си-код дал червю возможность запускаться и на других компьютерах.

## Последствия
Ущерб от червя Морриса был оценён примерно в 96,5 миллионов долларов.
Сам Моррис хорошо замаскировал код программы, и вряд ли кто мог доказать его причастность. Однако его отец, компьютерный эксперт Агентства национальной безопасности, посчитал, что сыну лучше во всём сознаться.
На суде Роберту Моррису грозило до пяти лет лишения свободы и штраф в размере 250 тысяч долларов. Однако, принимая во внимание смягчающие обстоятельства, суд приговорил его к трём годам условно, 10 тысячам долларов штрафа и 400 часам общественных работ.
Эпидемия показала, как опасно безоговорочно доверять компьютерным сетям. Впоследствии были выработаны более жёсткие нормы компьютерной безопасности, касающиеся кода программ, администрирования сетевых узлов и выбора защищённых паролей.
В фильме «Хакеры» 1995 года использовали идею о том, что некий юный «хакер» создал вирус, поразивший большое количество хостов в сети. Фильм начинается с того, что идет суд над несовершеннолетним главным героем, в результате которого ему запрещают пользоваться компьютером до совершеннолетия.